# Южно-Плетнево
Южно-Плетнево — село в Омутинском районе Тюменской области России. Является центром Южно-Плетневского сельского поселения. Численность населения — 360 (2010) человек.
Основано в 1828 году переселенцами из Курской и Калужской губерний. Первыми строителями были Плетнёв и Климов. По имени своего первого строителя и получило название Плетнево. С 1912 года Южно-Плетнево. В 1906 в селе была построена Троицкая Церковь.

## Достопримечательности села
- Троицкая Церковь, построенная в 1906 году крестьянами под руководством Дмитрия Куликова.
- Братская могила красноармейца Голубева и комиссара Попова.
- Мемориал Победы в Великой Отечественной войне.
- Памятник Ленину.
- Старая кузница.

Внутреннее деление: село состоит из 6 улиц — Голубева, Совхозная, Молодёжная, Строительная, Школьная, Набережная.
Село расположено на левом берегу реки Каш.
В 1989 году численность населения составляло 632 человека.
В 1869 году численность населения составляло 846 человек.
Село газифицировано. В 2016 и 2017 провели новый водопровод.
Пять улиц асфальтированы и одна в щебеночном исполнении.
| 1850 | 1910 | 1932 | 2002 | 2010 | 2013 | 2014 | 2015 | 2016 | 2017 |
| ---- | ---- | ---- | ---- | ---- | ---- | ---- | ---- | ---- | ---- |
| 218  | 1225 | 1272 | 472  | 360  | 402  | 400  | 393  | 387  | 379  |